# 曬娃

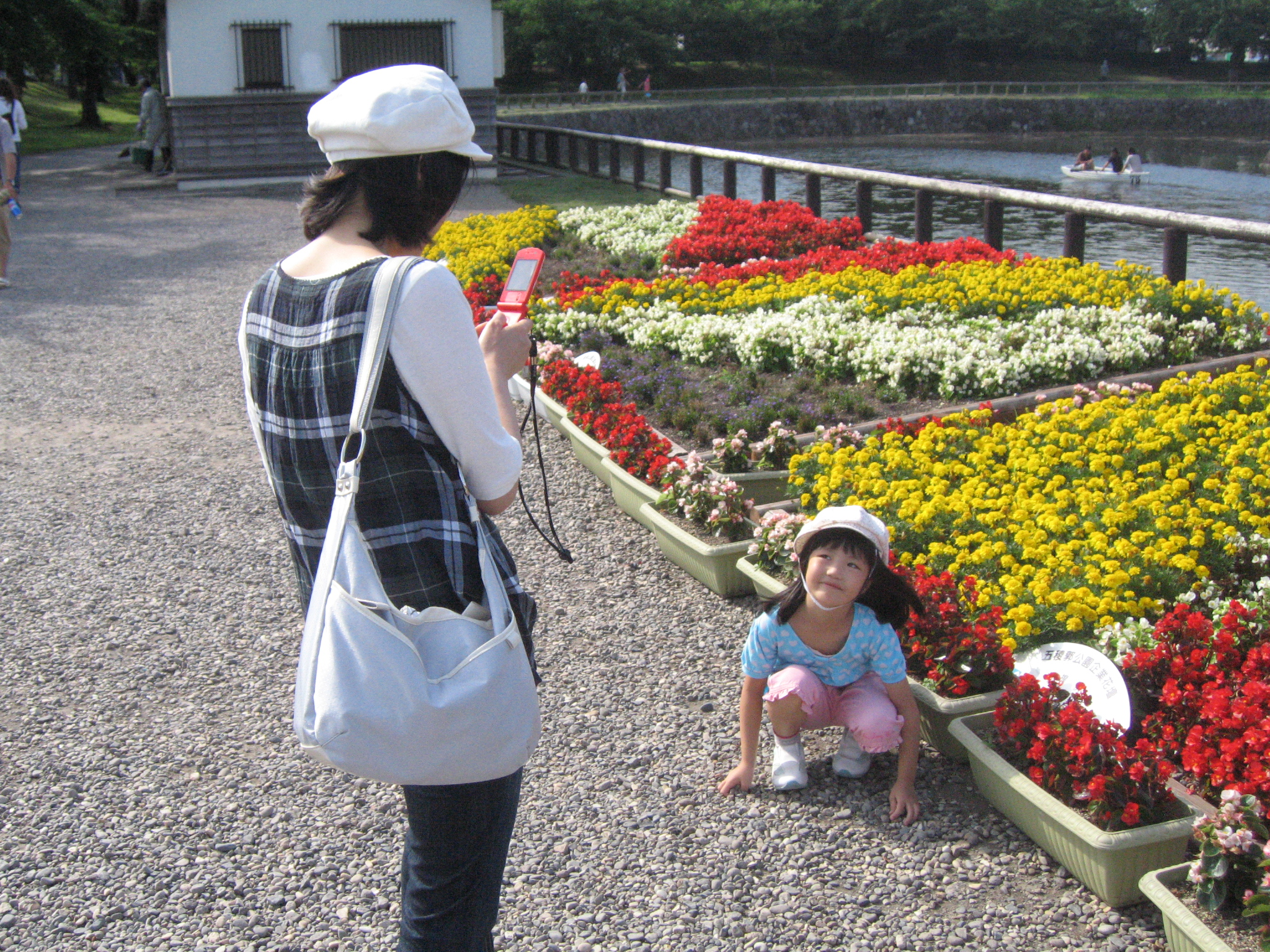
一位女子为女儿拍照

曬娃是指父母在互联网以及社交媒體上公开其子女信息以及照片的行为。父母可能是出於熱愛孩子而選擇曬娃，但是曬娃這一行為往往並沒有得到孩子本人的同意，可能存在侵犯孩子的個人隐私的問題。